# Saint-Laurent—Cartierville

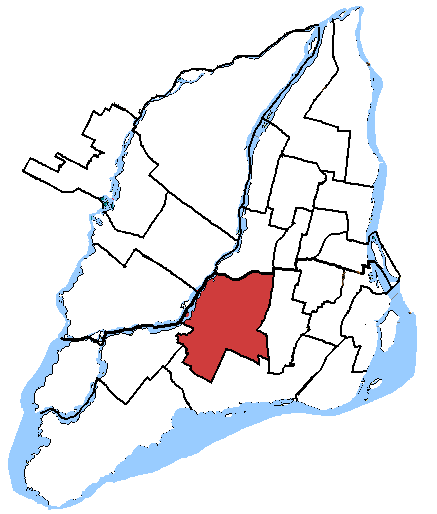
Carte de Saint-Laurent—Cartierville.

Saint-Laurent—Cartierville est une ancienne circonscription électorale fédérale canadienne située sur l'île de Montréal, au Québec.

## Historique
La circonscription est initialement créée sous le nom de Saint-Laurent en 1987 à partir des circonscriptions de Dollard, Laval-des-Rapides et Saint-Denis. En 1989, la circonscription change de nom pour Saint-Laurent—Cartierville en l'honneur de George-Étienne Cartier et Laurent de Rome. Abolie lors du redécoupage de 2012, elle est redistribuée parmi Saint-Laurent et Ahuntsic-Cartierville. 

## Géographie
Saint-Laurent—Cartierville se constitue l'arrondissement de Saint-Laurent et du quartier de Cartierville de la ville de Montréal. Les circonscriptions limitrophes sont Papineau, Mont-Royal, Notre-Dame-de-Grâce—Lachine, Pierrefonds—Dollard, Laval—Les Îles et Laval.
En 2011, elle couvre 117 950 habitants dont 76 777 électeurs sur une superficie de 48,7 km². 

## Résultats électoraux
|       | Candidat            | Parti              | # de voix | % des voix |
|       | Svetlana Litvin     | Conservateur       | +07 124,  | 17,46 %    |
|       | William Fayad       | Bloc québécois     | +02 981,  | 7,3 %      |
|       | (x) Stéphane Dion   | Libéral            | +17 726,  | 43,43 %    |
|       | Maria Ximena Florez | NPD                | +11 948,  | 29,28 %    |
|       | Tim Landry          | Vert               | +00857,   | 2,1 %      |
|       | Fernand Deschamps   | Marxiste-léniniste | +00176,   | 0,43 %     |
| Total | Total               | Total              | 40 812    | 100 %      |

|       | Candidat           | Parti              | # de voix | % des voix |
|       | Dennis Galiatsatos | Conservateur       | +06 999,  | 17,21 %    |
|       | Jacques Lachaîne   | Bloc québécois     | +04 611,  | 11,34 %    |
|       | (x) Stéphane Dion  | Libéral            | +25 095,  | 61,72 %    |
|       | Jerome Rodrigues   | NPD                | +03 654,  | 8,99 %     |
|       | Fernand Deschamps  | Marxiste-léniniste | +00299,   | 0,74 %     |
| Total | Total              | Total              | 40 658    | 100 %      |

| Élection fédérale canadienne de 2006 | Élection fédérale canadienne de 2006 | Élection fédérale canadienne de 2006 | Élection fédérale canadienne de 2006 | Élection fédérale canadienne de 2004 | Élection fédérale canadienne de 2004 | Élection fédérale canadienne de 2004 | Élection fédérale canadienne de 2004 |
| Candidat                             | Candidat                             | Parti                                | # de voix                            | Candidat                             | Candidat                             | Parti                                | # de voix                            |
| ------------------------------------ | ------------------------------------ | ------------------------------------ | ------------------------------------ | ------------------------------------ | ------------------------------------ | ------------------------------------ | ------------------------------------ |
|                                      | (x)Stéphane Dion                     | PLC                                  | 25 412                               |                                      | (x)Stéphane Dion                     | PLC                                  | 28 107                               |
|                                      | William Fayad                        | BQ                                   | 6 192                                |                                      | William Fayad                        | BQ                                   | 7 261                                |
|                                      | Ishrat Fayad                         | PCC                                  | 5 590                                |                                      | Zaid Mahayni                         | NPD                                  | 2 630                                |
|                                      | Liz Elder                            | NPD                                  | 3 279                                |                                      | Marc Rahmé                           | PCC                                  | 2 606                                |
|                                      | Gilles Mercier                       | Vert                                 | 1 810                                |                                      | Almaz Aladass                        | Vert                                 | 875                                  |
|                                      | Fernand Deschamps                    | ML                                   | 177                                  |                                      | Alex Neron                           | Marijuana                            | 298                                  |
|                                      |                                      |                                      |                                      |                                      | Fernand Deschamps                    | ML                                   | 125                                  |
|                                      |                                      |                                      |                                      |                                      | Ken Fernandez                        | PAC                                  | 84                                   |
| Total                                | Total                                | Total                                | 42 460                               | Total                                | Total                                | Total                                | 42 064                               |

## Historique
1. 1988-1996 — Shirley Maheu, PLC
2. 1997-2015 — Stéphane Dion, PLC

- PLC = Parti libéral du Canada